# Wstęgówka czerwonka
Wstęgówka czerwonka (Catocala elocata) – gatunek motyla z rodziny mrocznicowatych. Skrzydła po stronie grzbietowej brunatne, od spodu cynobrowe z czarnymi przepaskami. Gąsienice tego motyla żerują na wierzbach i topolach. Wstęgówka czerwonka jest polifagiem.